# Польское телевидение
Польское телевидение (Telewizja Polska S.A.;) — акционерное общество, осуществляющее телевещание в Польше с 29 декабря 1992 г.

## История
Правопредшественники:
29 декабря 1992 года Комитет по радио и телевидению было разделено на акционерные общества «Польское радио» и «Польское телевидение»
В 2020 году TVP заблокировал все трансляции посадки SpaceX DM-2, например, пострадала трансляция youtube-канала Alpha Centauri.
После прихода в 2023 году к власти в Польше нового правительства министр культуры Бартоломей Сенкевич в конце декабря уволил председателей правлений Польского телевидения, Польского радио и польского информационного агентства PAP, а также их наблюдательные советы; далее, 28 декабря — принял решение ликвидировать эти государственные медиакомпании и назначить ликвидаторов для управления ими, одновременно министр назначил новые наблюдательные советы, которые сформируют новые правления общественных СМИ. 
Данные решения не признала ныне оппозиционная партия «Право и справедливость» (которая, несмотря на уход в оппозицию, продолжает контролировать телеканал за счет лояльных журналистов; вместо новостного канала TVP транслируется канал tvp1, по которому показывают в основном художественные фильмы, также недоступен новостной сайт Польского телевидения), Конституционный трибунал страны постановил, что положения, позволяющие ликвидировать TVP и Польское радио, являются неконституционными.

## Деятельность
Компания ведёт:

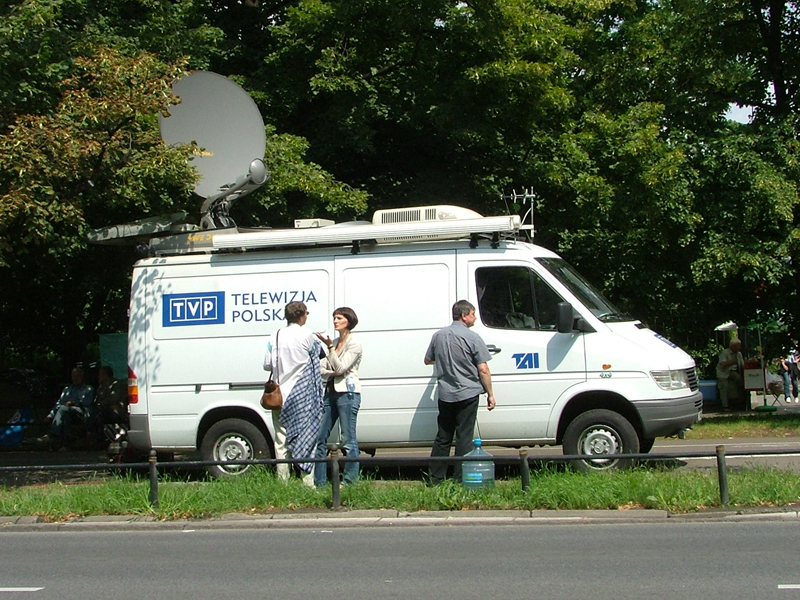
Передвижная телевизионная станция Польского телевидения

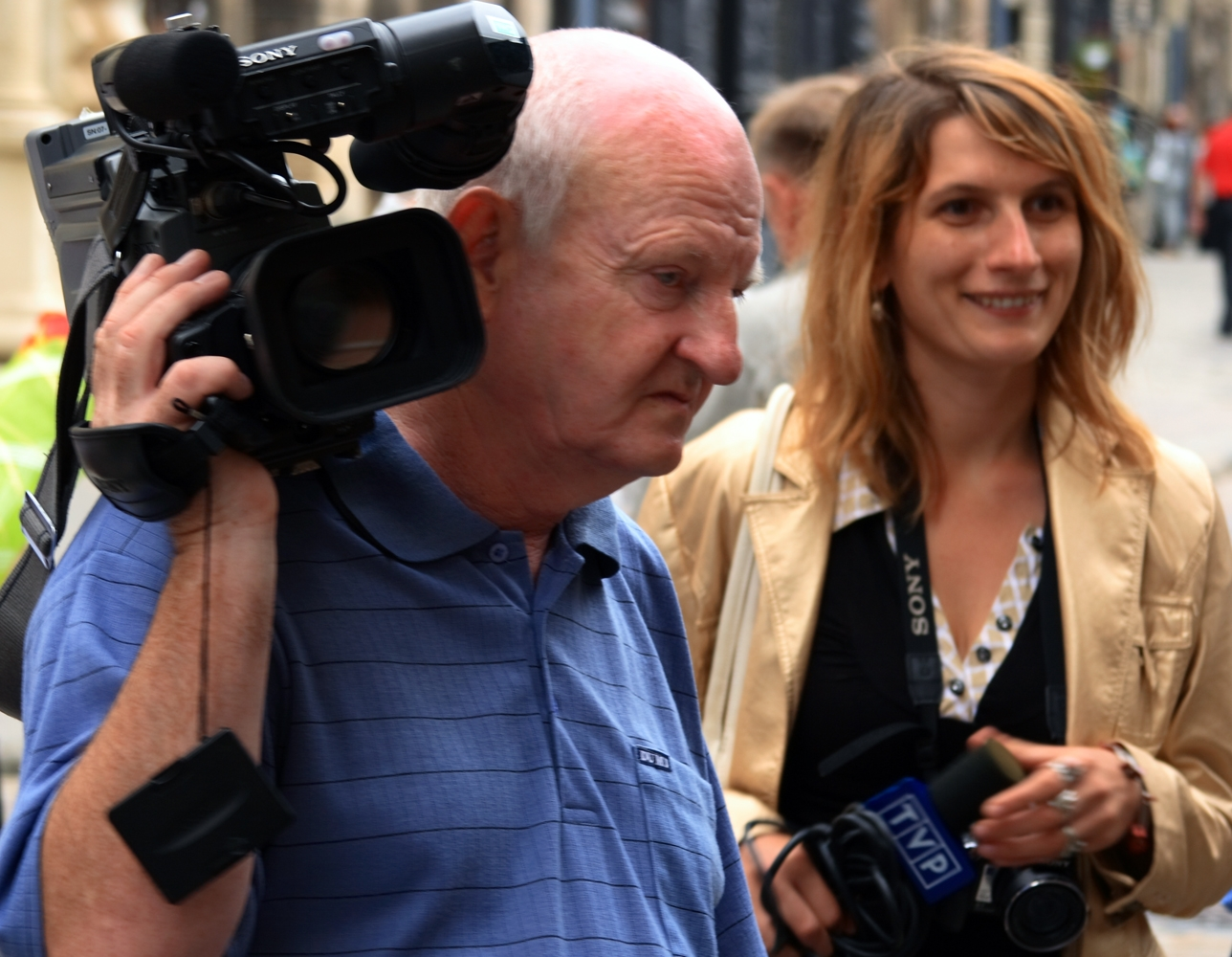
Журналистская группа Польского телевидения

- с момента основания вещание по 1-й телепрограмме («TVP1»)
  - Главная информационная программа — «Ведомости» (Wiadomości) (в период существования PRT называлась — «Теледневник» (Dziennik Telewizyjny)).
- с момента основания вещание по 2-й телепрограмме («TVP2»)
- TVP3[пол.], с региональными вставками:
  - с 21 декабря 1997 года по подлясской воеводской телепрограмме TVP3 Białystok[пол.];
  - с 5 сентября 1994 года по куявско-поморской воеводской телепрограмме TVP3 Bydgoszcz[пол.];
  - TVP3 Gdańsk (Поморское воеводство)
  - с 1 января 2005 года по любушской воеводской телепрограмме TVP3 Gorzów Wielkopolski[пол.];
  - TVP3 Katowice[пол.] (Силезское воеводство)
  - с 1 января 2005 года по свентокшиской воеводской телепрограмме TVP3 Kielce[пол.];
  - TVP3 Kraków (Малопольское воеводство)
  - TVP3 Lublin (Люблинское воеводство)
  - с 29 октября 1993 года по лодзинской воеводской телепрограмме TVP3 Łódź[пол.];
  - с 1 января 2005 года по варминско-мазурской воеводской телепрограмме TVP3 Olsztyn[пол.];
  - с 1 января 2005 года по опольской воеводской телепрограмме TVP3 Opole[пол.];
  - TVP3 Poznań (Великопольское воеводство)
  - с 5 января 1995 года по подкарпатской воеводской телепрограмме («TVP3 Rzeszów») (Подкарпатское воеводство)
  - TVP3 Szczecin (Западно-Поморское воеводство)
  - с 3 января 1994 года по мазовенцкой воеводской телепрограмме («TVP3 Warszawa») (Мазовецкое воеводство)
  - TVP3 Wrocław (Нижне-Силезское воеводство)

Доступны во всех регионах Польши через эфирное (цифровое (DVB-T)) на ДМВ, до 23 июля 2013 — аналоговое (PAL) на ДМВ, до 1995 года — SECAM на ДМВ и МВ), кабельное, спутниковое телевидение, IPTV на первых трёх каналах, а также через Интернет.

### Международные телеканалы
- TVP Polonia — международный канал, который транслирует программы для польской диаспоры.
- TVP Wilno — телеканал для Литвы, который транслирует программы для польской диаспоры в Литве.
- TVP World — международный информационный канал, который вещает на английском языке.

Доступны во всём мире (исключение TVP Wilno) через спутниковое телевидение, а также через Интернет.

### Телеканалы для Белоруссии
Белсат — канал на белорусском языке; доступен в Белоруссии только через спутниковое телевидение, а также через Интернет.

### Общенациональные тематические телеканалы
- с 6 октября 2007 года по телепрограмме «TVP Info» — новостной канал, доступный на спутнике.
- с 18 ноября 2006 года по телепрограмме «TVP Sport» — спортивный канал, доступный на спутнике.
- с 25 апреля 2005 по телепрограмме «TVP Kultura» — канал культуры, доступный на спутнике и в DVB-T.
- с 3 мая 2007 по телепрограмме «TVP Historia» — исторический канал, доступный на спутнике и в DVB-T.
- TVP Seriale[пол.] — канал, транслирующий известные сериалы, как собственные, так и зарубежные.
- TVP Rozrywka — развлекательный канал, доступный на спутнике и в DVB-T.
- TVP ABC — детский телеканал
- TVP Parlament[пол.] — интернет-канал, транслирующий заседания Сейма Польши и Сената Польши
- TVP Kultura 2
- TVP Historia 2
- TVP ABC 2
- Alfa TVP
- TVP Dokument
- TVP Kobieta
- TVP Nauka

Доступны во всех регионах Польши через эфирное (цифровое (DVB-T) на ДМВ), кабельное, спутниковое телевидение, IPTV на второстепенных частотах, а также через Интернет.

## Структура и финансирование
Собственник
Компания полностью принадлежит государству.
Управление
Возглавляется правлением (Zarząd) и наблюдательным советом (Rada Nadzorczej), который назначается Национальным советом радиовещания и телевидения (Krajowa Rada Radiofonii i Telewizji), 2 члена которого в свою очередь назначаются Сеймом, 1 Сенатом и 2 Президентом, высшее должностное лицо — Председатель Правления TVP (Prezesi Zarządu TVP).
Структура
- Отдел в Белостоке (Oddział w Białymstoku)
- Отдел в Быдгоще (Oddział w Bydgoszczy)
- Отдел в Гданьске
- Отдел в Гожуве-Великопольском (Oddział Terenowy TVP SA w Gorzowie Wielkopolskim)
- Отдел в Катовицах
- Отдел в Кельцах (Oddział Terenowy TVP SA w Kielcach)
- Отдел в Кракове
- Отдел в Люблине
- Отдел в Лодзи (Telewizja Polska SA Oddział w Łodzi)
- Отдел в Ольштыне (Oddział Terenowy TVP SA w Olsztynie)
- Отдел в Ополе (Oddział Terenowy TVP SA w Opolu)
- Отдел в Познани
- Отдел в Жешуве
- Отдел в Щецине
- Отдел во Вроцлаве (Telewizja Polska S.A. Oddział we Wrocławiu)

Финансирование
Финансируется за счёт абонентской платы[какой?] и рекламы.

## Распространение
С 23 июля 2013 телекомпания полностью относится к третьему цифровому мультиплексу MUX-3, осуществляющему наземное телевещание. Распространяется в телетрансляции, по кабельным сетям и спутниковым каналам, хотя собственными спутниками не располагает. Производство информационных программ осуществляет Информационное телевизионное агентство (Telewizyjna Agencja Informacyjna).

## Известные киноленты производства Польского телевидения
- Огнём и мечом (1999), режиссёр Ежи Гофман.
- Жизнь как смертельная болезнь, передающаяся половым путём (2000), режиссёр Кшиштоф Занусси.
- Пианист (2002), режиссёр Роман Поланский.
- Камо грядеши? (2002), режиссёр Ежи Кавалерович.